# Vehmaa
Vehmaa (in svedese Vemo) è un comune finlandese di 2228 abitanti, situato nella regione del Varsinais-Suomi.